# Генріх Ізаак
Генріх Ісаак (Ізаак, Ізак; Heinrich Isaac, Henricus Isaac, Isaak, Isac, Ysaac, Yzaac, Arrigo d'Ugo, Arrigo il Tedesco; близько 1450 — 26 березня 1517) — фламандський композитор.

## Життя
Про ранні роки життя Ізака відомо мало. Ймовірно, він народився у Фландрії, почав писати музику з середини 1470-х років. Перша згадка про нього в документах припадає на 1484 рік, коли він став придворним композитором в Інсбруку. У наступному році він поступив на службу до Лоренцо Медічі у Флоренцію, де виконував обов'язки органіста, керівника хору і вчителя музики. У Флоренції Ізак був півчим і композитором у церквах Санта-Марія-дель-Фйоре, Сантіссіма Аннунціата, в баптистерій св. Івана Хрестителя. Збереглися записи про виплати за служби в Санта-Марія-дель-Фйоре з липня 1495 року. Після 1 жовтня 1486 року Ізак служив у церкві Сантіссіма Аннунціата. З 1 жовтня 1491 року по 30 квітня 1492 року його колегами були Александр Аґрікола, Йоханнес Гізлен (Гізелін).
Лоренцо Прекрасний був дуже задоволений Ізаком і надавав йому заступництво. Він навіть допоміг Ізаку одружитися з Бартоломеєю Белло (народилася 16 травня 1464), дочкою м'ясника П'єро Белло, який тримав крамницю неподалік від палацу Медічі. У зв'язку зі сваркою між Ізаком і Лоренцо Джанберті через грошовий борг у лютому 1489 року повідомляється, що Ізак жив у кварталі Сан-Лоренцо, де знаходився і палац Медічі.
На текст духовної драми Медічі «Св. Іван і св. Павло» Ізак написав музику (1488).
8 квітня 1492 року Лоренцо Прекрасний вмирає. Спадкоємець Лоренцо П'єро в очікуванні коронації Папи Римського Олександра VI зі своїм двором вирушає до Рима, а Ізак отримує з нагоди поїздки гроші на одяг. Вже наприкінці жовтня 1492 року Ізак знову був у Флоренції.
Внаслідок руйнування економіки Флоренції та приходу до влади Савонароли у квітні 1493 року хор був розпущений. Ізак переходить на приватну службу до П'єро де Медічі. У листопаді 1494 року Медічі були вигнані з Флоренції, і Ізак втратив свого покровителя.
З 1497 року Ізак — придворний композитор імператора Максиміліана I, якого він супроводжував у поїздках по Італії.
Ізак багато подорожував по Німеччині, мав великий вплив на німецьких композиторів, став основоположником першої професійної німецької багатоголосої композиторської школи (учнем Ізак був найбільший німецький поліфоніст Людвіг Зенфль).
У 1502 році Ізак повернувся в Італію, жив спочатку у Флоренції, а пізніше у Феррарі, де він і Жоскен Депре претендували на одну й ту ж посаду. У відомому листі, адресованому сім'ї д'Есте, в якому порівнюються ці два композитори, говориться: «У Ізака характер кращий, ніж у Жоскена, і хоча вірно, що Жоскен найкращий композитор, він складає лише тоді, коли сам хоче, а не тоді, коли його просять; Ізак ж буде складати, коли Ви побажаєте».
У 1514 році Ізак переїхав у Флоренцію і помер там в 1517 році.

## Твори

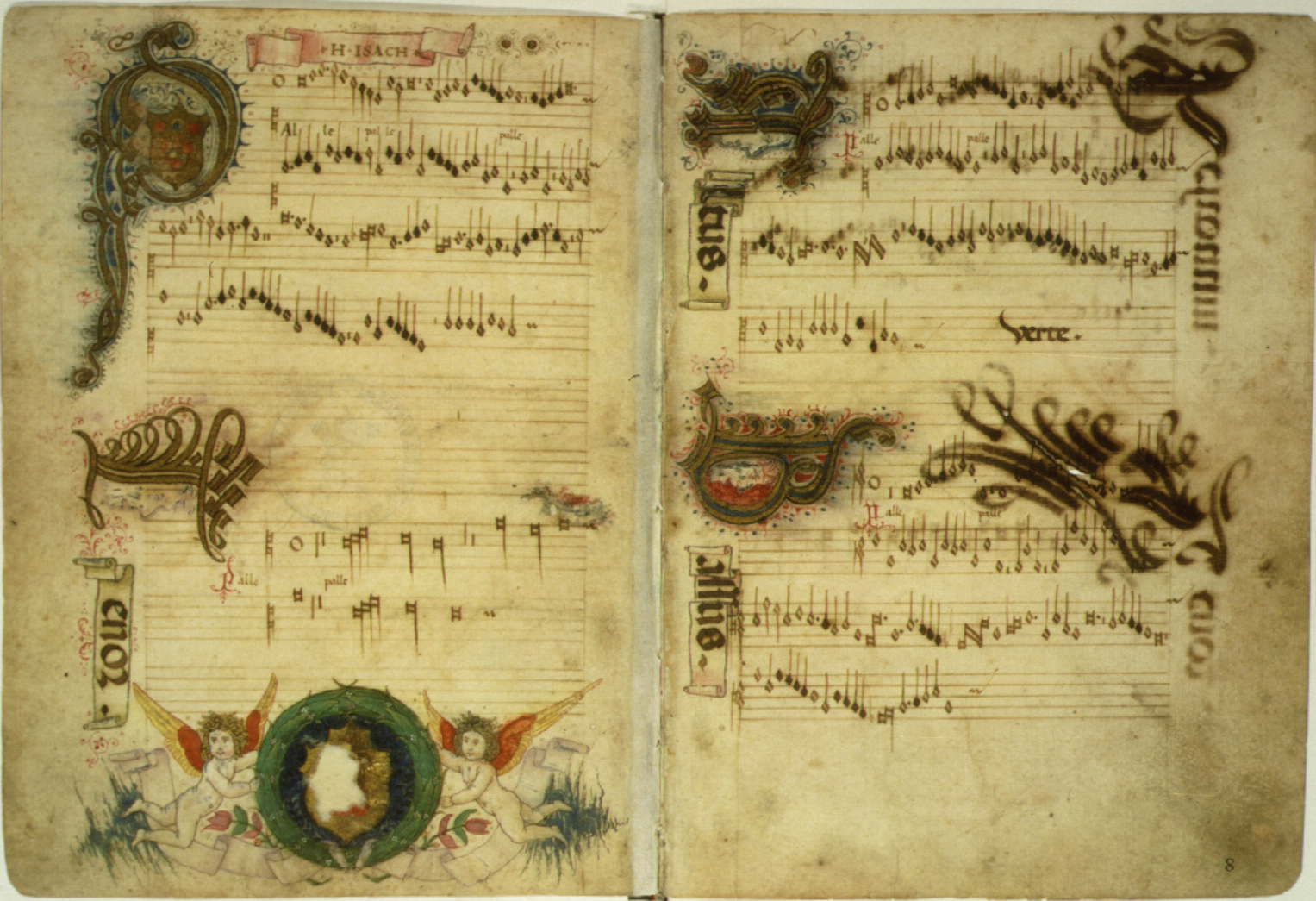
Ілюмінований пісенник Ізаака, початок мотету Palle, palle.

Ізак писав світські і культові твори, меси, мотети, пісні (26 німецьких, 10 італійських, 6 латинських). Він був одним з найбільш плідних музикантів свого часу, але його твори загубилися в тіні творінь Жоскена Депре (Хоча композитор Антон Веберн написав свою дисертацію про Ізака). Найбільш відомий твір Ізак — пісня «Інсбрук, я повинен тебе покинути» («Innsbruck, ich muss dich lassen»). Можливо, однак, що Ізак лише обробив вже існуючу мелодію. В епоху Реформації ця пісня з новим текстом (тобто контрафактурою) була знана як протестантський хорал «О світ, я повинен тебе покинути» («O Welt, ich muss dich lassen»), який пізніше використовували Бах і Брамс. Ізак написав щонайменше 40 мес.
В останні роки життя Ізак працював над «Констанцськими хоралами» («Choralis Constantinus») — першим відомим циклом мес на цілий рік, що включає близько ста творів — але не встиг його закінчити. Цю серію завершив учень Ізака Людвіг Зенфль, проте вона була видана лише в 1555 році.

### Media
Інсбрук, я мушу тебе покинутиⓘ